# Craig Breslow
Craig Andrew Breslow, ameriški bejzbolist, * 8. avgust 1980, New Haven, Connecticut, ZDA.
Breslow je poklicni metalec in trenutno član ekipe Minnesota Twins v MLB. Meče z levo roko in večina analitikov ga ocenjuje kot »specialista za levičarje«.
Skozi leto 2010 je odbijalce v MLB zadržal na povprečju 0,175 s tekalci v položaju za osvojitev teka (0,171 v istem položaju z dvema izločitvama v menjavi),  vse levičarske odbijalce na povprečju 0,191 s povprečjem žog odbitih za dodatne baze pri 0,307.
Vzdevek "najpametnejši mož v bejzbolu" mu je nadal pisec dnevnika Minneapolis Star Tribune La Velle E. Neal III, poročevalec Wall Street Journala Jason Turbow pa je pisal: "Glede na seznam njegovih dosežkov je Craig Breslow najpametnejši človek v bejzbolu, če ne celo svetu". Časnik Sporting News ga je poimenoval kot najpametnejšega na njihovem seznamu najpametnejših 20 športnikov.

## Zgodnje življenje
Breslow je judovske veroizpovedi. Metal je že na dan praznika  Jom Kipur med postenjem, in menil: »Biti Jud je težko, če si bejzbolist … vendar poskušam po svojih močeh storiti kar lahko, da spoštujem praznike in običaje.«  Njegova starša, Abe in Anne Breslow, sta učitelja.
Ko je bil star 12 let, so pri njegovi dve leti starejši sestri Leslie odkrili pediatričnega raka na ščitnici."Nekaj tako travmatizirajočega kot to ima trajen učinek. Potrdilo je moje zanimanje za medicino. Biti zdravnik je zame najprej pomenilo nekaj plemenitega, nato pa nekaj, kar spreminja človeška življenja.", je kasneje dejal. Ta izkušnja ga je vodila k povečanem zanimanju za molekularno biofiziko in biokemijo in kasneje do ustanovitve dobrodelne fundacije. Leta 2008 je njegova sestra med pričakovanjem svojega prvega otroka obeležila 15 let, odkar je prebolela to hudo bolezen.

## Ljubiteljska kariera

### Srednješolska kariera
Breslow je obiskoval srednjo šolo v mestu Trumbull. Šolo je zaključil leta 1998, poleg bejzbola pa je bil odličen še v nogometu in je bil kapetan šolskih ekip v obetih športih med svojim zadnjim letom na šoli.
Pri bejzbolu je bil zmagujoči metalec v finalu Lige mladcev v državi. Igral je z bodočim izborom v drugem krogu ekipe Arizona Diamondbacks po imenu Jamie D'Antona. V zadnjem letu na šoli je igral v tekmi najboljših mladcev na območju Connecticut/Massachusetts, ki je potekala v Fenway Parku.
Pri nogometu je pomagal svoji srednji šoli k njihovi prvi zmagi na turnirju v zvezni državi. Bil je znan po svoji sposobnosti zadevanja iz zelo težkih kotov in je med najboljšimi strelci šole vseh časov.
Prav tako je bil odličen v razredu. Na svojem testu SAT je dosegel kar 1410 točk.

### Univerzitetna kariera
Breslow je bil kapetan ekipe univerze Yale Bulldogs, ki igrajo v ligi Ivy. V njegovem tretjem letniku je vodil svojo ekipo v zmagah s tremi in dovoljenih tekih z 2,61, kar je bil tretji najboljši rezultat v ligi. Zbral je še 66 izločitev v 51,66 menjavah, kar je povprečno zadostovalo za 13. mesto v tej kategoriji v državi. To leto je bil imenovan za enega najboljših v ligi Ivy. Njegovi nastopi so vključevali tekmo z 16 izločitvami z udarci proti ekipi univerze Cornell in tekmo, kjer je ekipi univerze Harvard dovolil le en udarec v polje in nič tekov. V svojem zadnjem letu je vodil ligo z 2,56 dovoljenega teka.V letu 2002 ga je revija Jewish Sports Review imenovala med prvo ekipo najboljših v univerzitetnem bejzbolu, skupaj z bodočima igralcema v ligi MLB Samom Fuldom in Adamom Greenbergom. Leta 2002 je postal diplomant iz molekularne biofizike in biokemije.

## Poklicna kariera

### Milwaukee Brewers
Izbran je bil v 26 krogu nabora MLB leta 2002 s strani ekipe Milwaukee Brewers. Kljub temu, da so ga sprejeli na Medicinski oddelek Univerze v New Yorku, je povabilo zavrnil zaradi njegove »ljubezni do bejzbola«.
Leta 2002 je Breslow bil 5. v ligi Pioner Baseball s 6 zmagami. Poleg tega je zbral še 2 poraza, dovolil 1,82 teka v 54,66 menjave v 23 nastopih, 56 izločitev z udarci in 0,218 povprečjem nasprotnikovih odbijalcev iz rezerve na novinski stopnji v Ogdnu.
Leta 2003 je imel povprečje 11,33 izločitev v udarci na 9 menjav za ekipo Beloit Snappers na stopnji Single-A (skupno 80 izločitev v 65 menjavah).
Do leta 2004 je Breslow igral 79 tekem v organizaciji in dosegel stopnjo Class-A v High Desertu. Organizacija ga je nato sezone odpustila, Breslow pa se je prijavil na Medicinski oddelek Univerze v New Yorku. Ta ga je hotela sprejeti le, če bi dokončno prenehal z igranjem bejzbola. Breslow tega ni mogel storiti: "Preprosto nisem mogel odnehati. Menil sem, da sem še vedno sposoben izločevanja odbijalcev.""

### Severovzhodna liga
Breslow je sezono 2004 zaključil z metanjem za ekipo New Jersey Jackals v Severovzhodni ligi (Northeast League), ki je neodvisna liga bejzbola. Odbijalce je zadržal pri odbijalskem povprečju 0,204 in dosegel 37 izločitev z udarci v 26,33 menjavah za skupno povprečje 12,6 izločitev z udarci na 9 menjav.

### San Diego Padres
Leta 2005 je med igranjem na preizkusnem taboru sklenil pogodbo za 1 dolar z ekipo San Diego Padres. Pri njih je bil izvrsten in prejel 1500 ameriških dolarjev po povišanju na stopnjo Class AA v Mobile, kjer je odbijalce zadržel na povprečju 0,212 v 52 menjavah čez 40 nastopov, dosegel 47 izločitev z udarci z 17 prostimi prehodi na bazo in dovoljenimi 2,75 teka. Na najvišjo stopnjo so ga vpoklicali 23. julija 2005. Na njegov prvi dan z ekipo so ga zamenjali z ekipnim nosačem kijev.Postal je 24. bivši član univerze v Yale, ki je igral v ligi MLB in šele prvi po Ronu Darlingu. Sledil mu je šele Ryan Lavarnway leta 2011 . Dejal je: "Dokler nisem igral bejzbola v MLB, se mi ni niti zdelo, da lahko igram v MLB." Nato je preostanek sezone razdelil med San Diegom, za katerega je v 14 tekmah dovolil 2,20 teka, in njegovi podružnici na stopnji Triple-A v Portlandu. Decembra tega leta mu niso podaljšali pogodbe.

### Boston Red Sox
Januarja 2006 ga je organizacija Boston Red Sox sprejela medse kot člana njihovih podružnic na nižji stopnji.
V tistem letu je Breslow bil imenovan na tekmo vseh zvezd v Mednarodni ligi med igranjem na stopnji Triple-A v Pawtucketu. V 67 menjavah je zbral 7 zmag in poraz, 2,69 dovoljenega teka in je povprečno z udarci izločil 10,3 odbijalcev na 9 menjav. Njegovi soigralci so ga imenovali za najvrednejšega za njihovo ekipo med metalci. V ligo MLB je bil vpoklican v drugi polovici sezone in tako postal že četrti judovski igralec v organizaciji poleg Kevina Youkilisa, Gabea Keplerja  in Adama Sterna, ki so tistega leta igrali na najvišji stopnji.
V 12 menjavah na najvišji stopnji je dovolil 3,75 teka in zbral 12 izločitev z udarci.
Zunaj igrišča je pomagal soigralcu metalcu Joshu Beckettu pri zmagi pri stavi proti lovilcu Dougu Mirabelliju. Breslow je preračunal, kolikorat se bejzbolska žoga zavrti, ko je vržena s hitrostjo 145 kilometrov na uro iz metalčevega griča proti domači bazi. "Josh je želel vedeti, če lahko izračunam, kolikokrat se žoga zavrti na poti do odbijalčevega krožnika. Pri tem obstaja veliko spremenljivk, vendar sem vstavil nekaj številk in prišel do nekaj rezultatov za hitro žogo, oblinarko in drsalca. Je dokaj preprosto, ko to enkrat narediš."
Breslow je bil že drugo leto zapored imenovan za člana ekipe vseh zvezd na stopnji Triple-A v juliju leta 2007 med igranjem za ekipo v Pawtucketu. Na koncu junija je dovoljeval po 1,55 teka, vendar so bile njegove končne številke tega leta 2 zmagi, 3 porazi, 4,06 dovoljenega teka in 25 prostih prehodov na bazo s 73 izločitvami z udarci v 68 menjavah. Na najvišjo stopnjo je bil ponovno vpoklican 1. septembra, vendar ni nastopil in je bil ponovno poslan nazaj v Pawtucket, da naredi prostor za [[Jon Lester|Jona Lesterja].Kasneje je bil dodan na seznam igralcev za končnico, in ima šampionski prstan iz Svetovne serije leta 2007, kljub temu, da tisto leto ni vrgel niti meta v ligi MLB .

### Cleveland Indians
23.marca leta 2008 je bil Breslow terjan iz pogojne odpustitve s strani ekipe Cleveland Indians in bil dodan na njihov seznam 40 mož. Breslow ni imel več dovoljenj za namestitev v nižjeligaških podružnicah, zato ga je organizacija morala obdržati na najvišji stopnji zunaj njihovega pripravljalnega tabora, ali pa ga ponovno pogojno odpustiti. Breslow je nato osvojil zadnje mesto na njihovem seznamu 25 mož ob začetku sezone. Takratni upravitelj kluba Eric Wedge je o njem dejal: " Je močan igralec. Rad bi ga uporabljal za 2 menjavi. To je že počel-le poglejte na njegove menjave proti nastopom v zadnjih nekaj letih."
23. maja je po nastopanju v devetih tekmah bil poslan v nižje podružnice, šest dni zatem pa pogojno odpuščen.

### Minnesota Twins
"Ni nekdo, ki te bo odpihnil s hitrostjo svojih metov. Ni velik ali impozanten. Vendar zna izločiti odbijalce. Ve, kako mora metati in kdaj mora kaj vreči. Vedno najde način za izločitev odbijalca."

--Pomočnik splošnega upravnika organizacije Minnesota Twins Rob Antony
29. maja 2008 je organizacija Minnesota Twins terjala Breslowa po njegovi odpustitvi. V 42 tekmah za Twinse je Breslow dovolil 1,63 teka in dovolil le 24 zadetkov v polje v 38,66 menjave. Levičarji so proti njemu dosegli odbijalsko povprečje le 0,183 s povprečjem osvojenih dodatnih baz le 0,283, v položajih možne rešitve tekme pa le 0,100 z enakim povprečjem osvojenih dodatnih baz. V svojih zadnjih 14 nastopih ni dovolil teka.
Njegovo skupno povprečje dovoljenih tekov v 47 menjavah v letu 2008 (1.91) je bilo deveto najboljše v Ameriški ligi med vsemi metalci z vsaj 40-imi menjavami. Vse odbijalci je zadržal na odbijalskem povprečju 0,191 s povprečjem 0,265 osvojenih baz ter 0,299 osvojenih dodatnih baz.
Leta 2009 je med igranjem za ekipo Minnesota Twins levičarje držal na odbijalskem povprečju 0,211, desničarje pa 0,226, vendar se je bojeval z nadzorom svojih metov v 17 nastopih.
Minnesota Twins so menili, da imajo polovične možnosti za ohranitev Breslowa, ko so ga pogojno odpustili v maju leta 2009 za prostor na njihovem seznamu 25 mož, na katerem ga je nadomestil levičar Sean Henn. Organizacija Oakland Athletics je potrebovala pomoč za njihove razbremenilce in je terjala Breslowa pred iztekom 72-urnega roka. Če bi rok zamudili, bi ga Twinsi poslali v njihovo podružnico na stopnji Triple-A v Rochesterju. "Želeli smo ga obdržati,"  je rekel Rob Antony, pomočnik splošnega upravnika kluba."Izgubili smo razbremenilca, brez da bi to hoteli, Bil sem nekako šokiran, ko so me o tem obvestili", je dejal upravitelj kluba Ron Gardenshire.

### Oakland Athletics
Med iskanjem za izkušenega levičarja za njihovo skupino razbremenilcev je ekipa Oakland Athletics Breslowa terjala po njegovi odpustitvi na dan 20. maja 2009.  Sodeč po izjavah pomočnika splošnega upravnika organizacije Davida Forsta so ga poskušali pridobiti že pred tem. " Veselim se priložnosti za podrobnejšo analizo njegovih spretnosti. Je izkušen levičar in je na tej stopnji že doživel nekaj uspeha," je dejal takratni upravitelj ekipe Bob Geren. Za preostanek sezone je bil ključni levičarski razbremenitelj v organizaciji.
Leta 2009 je bil drugi v Ameriški ligi v nastopih (zbral jih je 77). Odbijalce je držal na odbijalskem povprečju 0,143, ko so bili tekalci v položaju za osvojitev teka. Vse odbijalce je držal na povprečju 0,197, in ji dovolil osvajanje baz le v 28,9 odstotka primerov.
Še naprej pa je svoje soigralce očaral s svojo bistrostjo. "Breslow ve vse," je dejal levičar Oaklanda Dallas Braden. "Zares si želim postati Craig Breslow, ko odrastem."
Ko so ga leta 2010 vprašali, če je za njegovo številko dresa kakšna zgodba, je odgovoril: " Ko si enkrat s toliko različnimi klubi čez obdobje 5 let in pol, te številka dresa več res ne zanima."
Bil je drugi v Ameriški ligi v nastopih leta 2010 že drugo zaporedno leto. Skupaj jih je zbral 75. . Odbijalce je držal na povprečju 0, 194 in povprečju 0,272, kar se tiče doseganja baz.
Le 7 od 33 tekalcev, ki jih je podedoval od predhodnih metalcev, je prišlo do domače baze.
Njegovih 71 izločitev z udarci je bilo največ, ki jih je kdajkoli dosegel levičarski razbremenilec v zgodovini ekipe Oakland Athletics . Končal je z 74,66 menjavami, največ v njegovi karieri. Imenovan je bil za najvrednejšega judovskega metalca s strani judovskih kolegov v ligi MLB, Ryan Braun pa je nagrado dobil med igralci v polju.
V letu 2011 je zbral 2 poraza z 3,79 dovoljenega teka v 67 tekmah, v katerih je metal v 59,1 menjavah.

### Arizona Diamondbacks
9. decembra 2011 je bil Breslow skupaj z Trevorjem Cahillom poslan k ekipi Arizona Diamondbacks za  Ryana Cooka, Jarroda Parkerja, in Collina Cowgilla.
Ker je bil Breslow zadnji igralec Arizone, ki je imel možnost za arbitražo, vendar pa je še imel s klubom veljavno pogodbo, se je arbitraže izognil in je sklenil pogodbo za 1,795 miljona ameriških dolarjev, 395,000 dolarjev več kot leta 2011.

### Boston Red Sox
31. julija 2012 se je Breslow v zameno za Scotta Podsednika in Matta Albersa vrnil v Boston.

## Igralski profil
Breslowa hitra žoga doseže hitrosti do približno 147 kilometrov na uro. Uporablja še solidno oblinarko, ki jo meče preko roke s hitrostmi med 112-120 kilometrov na uro, nadpovprečen spremenljivec in drsalec, ki doseže do 125 kilometrov na uro. Svojemu repertoarju je dodal še vrezano hitro žogo. Njegova sposobnost nepredvidljive uporabe mešanice svojih različnih metov ga dela učinkovitega.

## Nagrade in dosežki
- 2005: Sodeloval na tekmi vseh zvezd v Južni Ligi
- 2006,2007: Sodeloval na tekmi vseh zvezd v Mednarodni ligi
- 2006: Imenovanje na ekipo najboljših strani SoxProspects.com
- 2006: Najvrednejši metalec ekipe Pawtucket Red Sox
- 2010: Nomiran s strani lige MLB za nagrado Roberta Clementeja  [54]
- 2010: Prejel nagrado Davea Stewarta za delo znotraj lokalne skupnosti s strani ekipe Oakland Athletics  [55]
- 2010: Finalist za nagrado Hutch [56]
- 2010: Postal član Hiše slavnih Trumbullske srednje šole

## Dobrodelne dejavnosti
Leta 2008 je Breslow ustanovil nedobičkonosno dobrodelno organizacija po imenu Strike 3 Foundation. Ta se trudi za obveščanje, spodbuja podporo in zbira prispevke za raziskave o pediatričnem raku. Organizacija aktivno sodeluje z Otroško bolnišnico Yale-New Haven, kateri je darovala 500,000 ameriških dolarjev za podporo pri njihovem programu pediatričnega presajanja kostnih mozgov, Otroškim medicinskim centrom v Connecticutu, Ameriško družbo klinične onkologije ter Otroško bolnišnico v Philadelphii.
V Connecticutu in med pomladnim uigravanjem Breslow tudi gosti letne gala plese in druge dobrodelne dogodke. Na prvih dveh je zbral več kot 185,000$.

## V medijih
Breslowova univerzitetna kariera in njegovo prvo leto z organizacijo Milwaukee Brewers so delno obravnavane v knjigi Odd Man Out: A Year on the Mound with a Minor League Misfit avtorja Matta McCarthyja. McCarthy in Breslow sta bila prijatelja in soigralca na Yaleu, nato pa rivala na različnih ekipah v ligi Pioneer v sezoni 2001–2002 . Prav tako je igral v parodiji videa Rexa Ryana o nožnem fetišu, ki je naslovljen "ihaveprettylefthand".